# Arthur de Pins
Arthur de Pins est un dessinateur et auteur de bande dessinée français né le 22 septembre 1977 en Bretagne.

## Biographie
Arthur de Pins est diplômé des Arts décoratifs. Après des débuts dans l'animation, il s'oriente vers l'illustration à partir de 2003. Il est publié dans plusieurs magazines, dont Max, Fluide glacial (Péchés mignons) et Spirou (Zombillénium). Il a également participé à des publicités ainsi qu'à des courts-métrages, tels que le programme Kézaco ? en 2007.
Il a créé aussi une série animée intitulée Magic diffusée Disney Channel et Canal J, puis rediffusé sur France 3 .
Arthur de Pins revendique l'influence de Kiraz et de Monsieur Z. Son style d'illustration reconnaissable est caractérisé par l'utilisation d'à-plats de couleur sans bords en dessin vectoriel, obtenus par le logiciel Illustrator.
Dans son Artbook Vectorama publié en 2016, il détaille ses périodes et styles successifs.

## Filmographie

### Réalisateur

#### Longs métrages
- 2017 : Zombillénium (co-réalisé et co-écrit avec Alexis Ducord)

#### Courts métrages
- 2000 : Géraldine (film, 2000)|Géraldine
- 2003 : L'Eau de rose
- 2004 : La Révolution des crabes (crédité comme Arthur de Pince)
- 2007 : Ginger et Luna (générique de série télévisée.)

#### Série
- Magic (avec l'aide de Michel Coulon)

#### Clips musicaux
- Nameless World - Skip the Use (2013)

## Publications

### Bandes dessinées
- Péchés mignons paru chez Fluide Glacial

1. Péchés mignons 15 septembre 2006 -  (ISBN 978-2858154937)
2. Péchés mignons 2 - Chasse à l'homme ! 14 septembre 2007 -  (ISBN 978-2858150380)
  - Art book 18 septembre 2007 -  (ISBN 978-2858150397)
3. Péchés mignons 3 - Garce Attack ! 5 novembre 2008 -  (ISBN 978-2858158348)
4. Péchés mignons 4 5 octobre 2010 -  (ISBN 978-2352070252)

- Zombillénium paru chez Dupuis

1. Gretchen, 2010
2. Ressources humaines, 2011
3. Control Freaks, 2013
4. La fille de l'air, 2018
5. Vendredi noir, 2021
6. Sabbath Grand Derby, 2022

- La Marche du crabe trilogie dérivée du court-métrage La Révolution des crabes, paru chez Soleil Productions, collection Noctambule
  - 1. La Condition des crabes, 2010
  - 2. L'Empire des crabes, 2011
  - 3. La Révolution des crabes, 2012
  - La Marche du crabe, Intégrale, 2013

### Divers
- Artbook Péchés mignons, 2007
- Calendrier Péchés mignons, 2009
- Anti Kamasutra à l'usage des gens normaux, 2009
- Artbook Vectorama, Soleil Productions, collection Venusdea, décembre 2016,  (ISBN 9782302047884)

### Illustrations
- Osez… la sodomie de Coralie Trinh Thi
- Anti Kamasutra à l'usage des gens normaux avec Maïa Mazaurette
- Osez… les nouveaux jeux érotiques de Dominique Saint-Lambert
- Cahiers de vacances érotiques de Marc Dannam

### Albums collectifs
- Soupir, avec Laurel, Erwann Surcouf, Cha, Boulet…, éd Nekomix, 2006
- 60 Unite For Children, APAG Editions, 2007 -  (ISBN 9782952655217)

## Jeux
- La Marche du crabe, Jeux Opla, 2020, créé par Julien Prothière, illustré par Arthur de Pins

## Distinctions

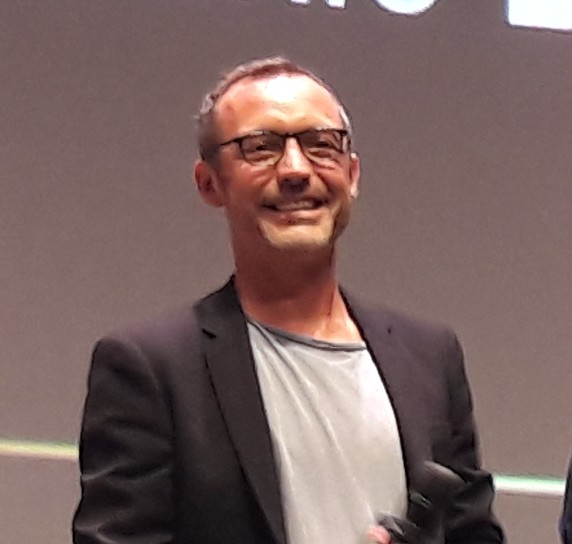
Arthur de Pins à l'avant-première de Zombillénium au Festival international du film d'animation d'Annecy 2017

- 2005 :  Prix animation au Festival international du film d'Aubagne - Music & Cinema pour La révolution des crabes.
- 2010 :  Prix Haxtur de l'humour pour Péchés mignons
- 2012 : Prix jeunesse des Fauves d'Angoulême pour Zombillénium, t. 2[2]